# Chlorotabanus parviceps
Chlorotabanus parviceps är en tvåvingeart som först beskrevs av Krober 1934.  Chlorotabanus parviceps ingår i släktet Chlorotabanus och familjen bromsar. Inga underarter finns listade i Catalogue of Life.